# Aegyptobia ueckermanni
Aegyptobia ueckermanni är en spindeldjursart som beskrevs av Khosrowshahi och Arbabi 1997. Aegyptobia ueckermanni ingår i släktet Aegyptobia och familjen Tenuipalpidae. Inga underarter finns listade i Catalogue of Life.